# Водне поло на літніх Олімпійських іграх 2016 — жіночий турнір
Жіночий турнір з водного поло на літніх Олімпійських іграх 2016 року, що пройшли у Водному центрі Марії Ленк у Ріо-де-Жанейро з 9 серпня по 19 серпня. У змаганнях брали участь 8 жіночих національних збірних. Свій другий титул завоювала збірна США.

## Кваліфікація
За правилами Міжнародної федерації плавання у змагання на літніх Олімпійських іграх 2012 року між національними жіночими збірними з водного поло допускається 8 команд.
| Турнір                                   | Дата               | Місце      | Кількість | Збірна    |
| ---------------------------------------- | ------------------ | ---------- | --------- | --------- |
| Приймаюча країна                         | 2 жовтня 2009      | Копенгаген | 1         | Бразилія  |
| Океанія                                  | 19 жовтня 2015     | Перт       | 1         | Австралія |
| Чемпіонат Азії 2015                      | 16–17 грудня 2015  | Фошань     | 1         | КНР       |
| Чемпіонат Європи 2016                    | 10–22 січня 2016   | Белград    | 1         | Угорщина  |
| Олімпійський кваліфікаційний турнір 2016 | 21–28 березня 2016 | Гауда      | 4         | США       |
| Олімпійський кваліфікаційний турнір 2016 | 21–28 березня 2016 | Гауда      | 4         | Італія    |
| Олімпійський кваліфікаційний турнір 2016 | 21–28 березня 2016 | Гауда      | 4         | Росія     |
| Олімпійський кваліфікаційний турнір 2016 | 21–28 березня 2016 | Гауда      | 4         | Іспанія   |
| Всього                                   |                    |            | 8         |           |

## Регламент
Регламент змагань:
- 8 команд були поділені на 2 групи, які складаються з чотирьох команд кожна, команди зіграють між собою один матч.
- Усі 8 команд проходять до чвертьфіналів.
- Переможці чвертьфіналів пройдуть до півфіналів. Переможені зіграють у класифікаційних іграх за 5-8 місця.
- Переможці півфіналів зіграють у фіналі, а переможені — у матчі за 3-є місце.

## Груповий етап

### Група А
| М  | Команда   | І | В | Н | П | МЗ | МП | РМ  | О |
| -- | --------- | - | - | - | - | -- | -- | --- | - |
| 1. | Італія    | 3 | 3 | 0 | 0 | 27 | 15 | +12 | 6 |
| 2. | Австралія | 3 | 2 | 0 | 1 | 31 | 15 | +16 | 4 |
| 3. | Росія     | 3 | 1 | 0 | 2 | 23 | 31 | −8  | 2 |
| 4. | Бразилія  | 3 | 0 | 0 | 3 | 13 | 3  | +10 | 0 |

#### 1 тур
| 9 серпня 2016 10:20 | Італія                                   | 9 – 3 | Бразилія | Водний центр Марії Ленк, Ріо-де-Жанейро |
| 9 серпня 2016 10:20 | Рахунок за періодами: 1–1, 2–0, 3–0, 3–2 |       |          | Водний центр Марії Ленк, Ріо-де-Жанейро |

| 9 серпня 2016 13:00 | Росія                                    | 4 – 14 | Австралія | Водний центр Марії Ленк, Ріо-де-Жанейро |
| 9 серпня 2016 13:00 | Рахунок за періодами: 0–3, 1–5, 3–2, 0–4 |        |           | Водний центр Марії Ленк, Ріо-де-Жанейро |

#### 2 тур
| 11 серпня 2016 09:00 | Росія                                    | 14 – 7 | Бразилія | Водний центр Марії Ленк, Ріо-де-Жанейро |
| 11 серпня 2016 09:00 | Рахунок за періодами: 2–4, 2–0, 4–2, 6–1 |        |          | Водний центр Марії Ленк, Ріо-де-Жанейро |

| 11 серпня 2016 10:20 | Італія                                   | 8 – 7 | Австралія | Водний центр Марії Ленк, Ріо-де-Жанейро |
| 11 серпня 2016 10:20 | Рахунок за періодами: 4–2, 0–1, 2–3, 2–1 |       |           | Водний центр Марії Ленк, Ріо-де-Жанейро |

#### 3 тур
| 13 серпня 2016 10:20 | Росія                                    | 5 – 10 | Італія | Водний центр Марії Ленк, Ріо-де-Жанейро |
| 13 серпня 2016 10:20 | Рахунок за періодами: 2–3, 1–2, 1–3, 1–2 |        |        | Водний центр Марії Ленк, Ріо-де-Жанейро |

| 13 серпня 2016 11:40 | Австралія                                | 10 – 3 | Бразилія | Водний центр Марії Ленк, Ріо-де-Жанейро |
| 13 серпня 2016 11:40 | Рахунок за періодами: 1–1, 4–1, 2–0, 3–1 |        |          | Водний центр Марії Ленк, Ріо-де-Жанейро |

### Група B
| М  | Команда  | І | В | Н | П | МЗ | МП | РМ  | О |
| -- | -------- | - | - | - | - | -- | -- | --- | - |
| 1. | США      | 3 | 3 | 0 | 0 | 34 | 14 | +20 | 6 |
| 2. | Іспанія  | 3 | 2 | 0 | 1 | 27 | 29 | −2  | 4 |
| 3. | Угорщина | 3 | 1 | 0 | 2 | 29 | 33 | −4  | 2 |
| 4. | КНР      | 3 | 0 | 0 | 3 | 23 | 37 | −14 | 0 |

#### 1 тур
| 9 серпня 2016 09:00 | КНР                                      | 11 – 13 | Угорщина | Водний центр Марії Ленк, Ріо-де-Жанейро |
| 9 серпня 2016 09:00 | Рахунок за періодами: 2–2, 4–4, 3–6, 2–1 |         |          | Водний центр Марії Ленк, Ріо-де-Жанейро |

| 9 серпня 2016 11:40 | Іспанія                                  | 4 – 11 | США | Водний центр Марії Ленк, Ріо-де-Жанейро |
| 9 серпня 2016 11:40 | Рахунок за періодами: 1–4, 1–3, 2–2, 0–2 |        |     | Водний центр Марії Ленк, Ріо-де-Жанейро |

#### 2 тур
| 11 серпня 2016 11:40 | КНР                                      | 4 – 12 | США | Водний центр Марії Ленк, Ріо-де-Жанейро |
| 11 серпня 2016 11:40 | Рахунок за періодами: 1–4, 0–3, 2–3, 1–2 |        |     | Водний центр Марії Ленк, Ріо-де-Жанейро |

| 11 серпня 2016 13:00 | Іспанія                                  | 11 – 10 | Угорщина | Водний центр Марії Ленк, Ріо-де-Жанейро |
| 11 серпня 2016 13:00 | Рахунок за періодами: 2–2, 4–4, 4–1, 1–3 |         |          | Водний центр Марії Ленк, Ріо-де-Жанейро |

#### 3 тур
| 13 серпня 2016 09:00 | КНР                                      | 8 – 12 | Іспанія | Водний центр Марії Ленк, Ріо-де-Жанейро |
| 13 серпня 2016 09:00 | Рахунок за періодами: 2–3, 4–4, 1–2, 1–3 |        |         | Водний центр Марії Ленк, Ріо-де-Жанейро |

| 13 серпня 2016 13:00 | Угорщина                                 | 6 – 11 | США | Водний центр Марії Ленк, Ріо-де-Жанейро |
| 13 серпня 2016 13:00 | Рахунок за періодами: 2–2, 1–5, 1–1, 2–3 |        |     | Водний центр Марії Ленк, Ріо-де-Жанейро |

## Плей-оф
|  | Чвертьфінали | Чвертьфінали |          |          | Півфінали     | Півфінали   |  |  | Фінал | Фінал |
|  |              |              |          |          |               |             |  |  |       |       |
|  |              |              |          |          |               |             |  |  |       |       |
|  |              |              |          |          |               |             |  |  |       |       |
|  | Італія       | 12           |          |          |               |             |  |  |       |       |
|  | Італія       | 12           |          |          |               |             |  |  |       |       |
|  | КНР          | 7            |          |          |               |             |  |  |       |       |
|  | КНР          | 7            | Італія   | 12       |               |             |  |  |       |       |
|  |              |              | Італія   | 12       |               |             |  |  |       |       |
|  |              | Росія        | 9        |          |               |             |  |  |       |       |
|  | Іспанія      | Росія        | 9        | 10       |               |             |  |  |       |       |
|  | Іспанія      |              |          | 10       |               |             |  |  |       |       |
|  | Росія        | 12           |          |          |               |             |  |  |       |       |
|  | Росія        | 12           | Італія   | 5        |               |             |  |  |       |       |
|  |              |              | Італія   | 5        |               |             |  |  |       |       |
|  |              | США          | 12       |          |               |             |  |  |       |       |
|  | Австралія    | США          | 12       | 8 (3)    |               |             |  |  |       |       |
|  | Австралія    |              |          | 8 (3)    |               |             |  |  |       |       |
|  | Угорщина     | 8 (5)        |          |          |               |             |  |  |       |       |
|  | Угорщина     | 8 (5)        | Угорщина | 10       | Третє місце   | Третє місце |  |  |       |       |
|  |              |              | Угорщина | 10       | Третє місце   | Третє місце |  |  |       |       |
|  |              | США          | 14       |          |               |             |  |  |       |       |
|  | США          | США          | 14       | 13       | Росія (пен. ) | 12 (7)      |  |  |       |       |
|  | США          |              |          | 13       | Росія (пен. ) | 12 (7)      |  |  |       |       |
|  | Бразилія     | 3            |          | Угорщина | 12 (6)        |             |  |  |       |       |
|  | Бразилія     | 3            |          |          | 12 (6)        |             |  |  |       |       |
|  |              |              |          |          |               |             |  |  |       |       |
|  |              |              |          |          |               |             |  |  |       |       |

### Чвертьфінали
| 15 серпня 2016 14:10 | Звіт | Бразилія                                 | 3 – 13 | США | Водний центр Марії Ленк, Ріо-де-Жанейро |
| 15 серпня 2016 14:10 | Звіт | Рахунок за періодами: 0–5, 0–3, 0–5, 3–0 |        |     | Водний центр Марії Ленк, Ріо-де-Жанейро |

| 15 серпня 2016 15:30 | Звіт | Австралія                                        | 8 – 8 | Угорщина | Водний центр Марії Ленк, Ріо-де-Жанейро |
| 15 серпня 2016 15:30 | Звіт | Рахунок за періодами: 1–3, 2–2, 3–2, 2–1 ДЧ: 3–5 |       |          | Водний центр Марії Ленк, Ріо-де-Жанейро |

| 15 серпня 2016 18:20 | Звіт | Росія                                    | 12 – 10 | Іспанія | Водний центр Марії Ленк, Ріо-де-Жанейро |
| 15 серпня 2016 18:20 | Звіт | Рахунок за періодами: 2–3, 3–2, 5–3, 2–2 |         |         | Водний центр Марії Ленк, Ріо-де-Жанейро |

| 15 серпня 2016 19:40 | Звіт | Італія                                   | 12 – 7 | КНР | Водний центр Марії Ленк, Ріо-де-Жанейро |
| 15 серпня 2016 19:40 | Звіт | Рахунок за періодами: 1–1, 3–1, 4–2, 4–3 |        |     | Водний центр Марії Ленк, Ріо-де-Жанейро |

### Класифікаційний раунд

#### Матчі за 5-8 місця
| 17 серпня 2016 11:00 | протокол | Австралія                                | 11 – 4 | Бразилія | Водний центр Марії Ленк, Ріо-де-Жанейро |
| 17 серпня 2016 11:00 | протокол | Рахунок за періодами: 2–1, 3–1, 4–1, 2–1 |        |          | Водний центр Марії Ленк, Ріо-де-Жанейро |

| 17 серпня 2016 15:10 | протокол | Іспанія                                  | 11 – 6 | КНР | Водний центр Марії Ленк, Ріо-де-Жанейро |
| 17 серпня 2016 15:10 | протокол | Рахунок за періодами: 2–2, 2–0, 4–2, 3–2 |        |     | Водний центр Марії Ленк, Ріо-де-Жанейро |

#### Матч за 7-8 місця
| 19 серпня 2016 10:00 | протокол | Бразилія                                 | 5 – 10 | КНР | Водний центр Марії Ленк, Ріо-де-Жанейро |
| 19 серпня 2016 10:00 | протокол | Рахунок за періодами: 2–2, 0–2, 0–2, 3–4 |        |     | Водний центр Марії Ленк, Ріо-де-Жанейро |

#### Матч за 5-6 місця
| 19 серпня 2016 14:10 | протокол | Австралія                                | 10 – 12 | Іспанія | Водний центр Марії Ленк, Ріо-де-Жанейро |
| 19 серпня 2016 14:10 | протокол | Рахунок за періодами: 5–4, 2–3, 1–3, 2–2 |         |         | Водний центр Марії Ленк, Ріо-де-Жанейро |

### Медальний раунд

#### Півфінали
| 17 серпня 2016 12:20 | протокол | Росія                                    | 9 – 12 | Італія | Водний центр Марії Ленк, Ріо-де-Жанейро |
| 17 серпня 2016 12:20 | протокол | Рахунок за періодами: 2–2, 2–4, 0–2, 5–4 |        |        | Водний центр Марії Ленк, Ріо-де-Жанейро |

| 17 серпня 2016 16:30 | протокол | Угорщина                                 | 10 – 14 | США | Водний центр Марії Ленк, Ріо-де-Жанейро |
| 17 серпня 2016 16:30 | протокол | Рахунок за періодами: 2–3, 3–5, 3–4, 2–2 |         |     | Водний центр Марії Ленк, Ріо-де-Жанейро |

#### Матч за 3-є місце
| 19 серпня 2016 13:00 | протокол | Угорщина                                         | 12 – 12 | Росія | Водний центр Марії Ленк, Ріо-де-Жанейро |
| 19 серпня 2016 13:00 | протокол | Рахунок за періодами: 3–3, 3–4, 3–1, 3–4 ДЧ: 6–7 |         |       | Водний центр Марії Ленк, Ріо-де-Жанейро |

#### Фінал
| 19 серпня 2016 17:50 | протокол | США                                      | 12 – 5 | Італія | Водний центр Марії Ленк, Ріо-де-Жанейро |
| 19 серпня 2016 17:50 | протокол | Рахунок за періодами: 4–1, 1–2, 4–1, 3–1 |        |        | Водний центр Марії Ленк, Ріо-де-Жанейро |

## Підсумкова таблиця
| М | Команда   |
| - | --------- |
|   | США       |
|   | Італія    |
|   | Росія     |
| 4 | Угорщина  |
| 5 | Іспанія   |
| 6 | Австралія |
| 7 | КНР       |
| 8 | Бразилія  |